# 大漢民族主義
大漢民族主義は、漢民族の文化を中心と考える思想、及び漢民族の復興を唱える行為を指すが、はっきりと定義されたわけではない。中国では大漢族主義(dahanminzuzhuyi)、または漢本位(hanbenwei)という。
いつ頃からこの言葉が使われ始めたかはまだ考証できていないが、比較的早いものでは1953年3月16日の毛沢東の書いた「批判大漢族主義」がある。また一時期中国共産党がこの言葉を定義づけしたことがある。

## 歴史と現状
中国の長い歴史の中で、漢民族と中国北方の少数民族はそれぞれの風俗習慣を持ち、またお互いに往来があった。漢民族は農耕を主とし、北方の少数民族は遊牧を主としていた。気候などの自然災害が原因で生存に必要な物資が不足すると、北方の少数民族は歴史上幾度となく南下を繰り返し、農耕民族である漢民族と衝突を起こした。放牧や狩猟を主とする少数民族の南下は、客観的にみれば中国内の民族の融合を促進したが、農耕文明の発展を妨げることにもなった。またこの時、漢民族も戦乱等を避けるため南下を繰り返し、中国の南方の少数民族と関係を持つようになった。これらがきっかけで南北の民族の風俗や習慣は交じり合うことになる。
現在の中国では、中国共産党は民族平等政策を採り、少数民族の利益は守られている。例えば少数民族の母国語の多くは中国の標準語ではないが、試験の多くは標準語で行われる。公平を帰するため、多くの地方の少数民族はその少数民族の言葉で受験することができる（このようなケースは多くの発展途上国でも見かけることが出来る）。しかし中には漢民族化して、漢民族と区別のつかない少数民族も存在する。都会に住む少数民族はなおさら区別がつかない。しかしながら中国政府はこれらの少数民族に漢民族よりも高い優遇を受けられる規定を設けている。この民族政策上の矛盾が一部の漢民族の不満を引き起こした。
21世紀の現在、中国の漢民族の一部に「漢民族、漢文化(華夏文化)の復興」を唱えるものが出てきた。これらに参加する者は主に会社員や大学生だ。行動として、「漢服復興運動」、「国学復興運動」、「読経運動」等が各地で起きている。しかし先覚的な為か一部の参加者の言葉遣いや振る舞いは過激な民族主義の傾向になっている。